# Pristimantis pharangobates
Espèce
Synonymes
- Eleutherodactylus pharangobates Duellman, 1978

Pristimantis pharangobates est une espèce d'amphibiens de la famille des Craugastoridae.

## Répartition
Cette espèce se rencontre  sur le versant Est de la cordillère Orientale :
- au Pérou dans les régions de Cuzco et de Puno entre 1 180 et 2 750 m d'altitude ;
- en Bolivie dans le département de Cochabamba entre 1 696 et 2 040 m d'altitude.

## Publication originale
- Duellman, 1978 : New species of leptodactylid frogs of the genus Eleutherodactylus from the Cosnipata Valley, Peru. Proceedings of the Biological Society of Washington, vol. 91, no 2, p. 418-430 (texte intégral).